# フレドリック・ケーリー・ロビンソン
フレドリック・ケーリー・ロビンソン（Frederic Cayley Robinson、1862年8月18日 - 1927年1月4日）は、イギリスの画家である。

## 略歴
ロンドン・ハウンズロー区のブレントフォードに株仲買人の息子に生まれた。ロンドンの私立の美術学校、St John's Wood Art Schoolで学んだ後、1885年からロイヤル・アカデミー・オブ・アーツの美術学校で学んだ。イギリスの海岸を写生旅行した後、フランスに渡り、1891年から1894年までパリの私立美術学校、アカデミー・ジュリアンでウィリアム・アドルフ・ブグローやガブリエル・フェリエールに学んだ。パリではポール・ゴーギャンやピエール・ピュヴィス・ド・シャヴァンヌの作品に影響を受けた。特にシャヴァンヌの装飾的なスタイルはロビンソンの作品にも見られるようになった。その後、イタリアを旅し、フィレンチェでジョット・ディ・ボンドーネやアンドレア・マンテーニャ、ミケランジェロの作品を研究し、壁画の技術を学んだ。1902年から1906年の間はパリに再び滞在した。1906年にイギリスに戻り、コーンウォールで活動した。1911年から王立水彩画家協会の展覧会に出展し、1926年まで毎年出展した。
1914年にロンドンに移った。同じ年に、グラスゴー美術学校の教授に任じられ、毎年数か月をスコットランドで過ごした。この頃からケルト神話を得の題材に選ぶこともあった。コンペティションで選ばれてアイルランド国立美術館などの壁画を描いた。
王立水彩画家協会の展覧会の他に、ロイヤル・アカデミー・オブ・アーツの展覧会、ニュー・イングリッシュ・アート・クラブの展覧会、グラスゴー美術協会の展覧会などに出展した。
舞台美術の仕事や、書籍の挿絵も描いた。1911年に王立水彩画家協会のフェローに選ばれ、1921年にロイヤル・アカデミーの準会員に選ばれた。

## 作品

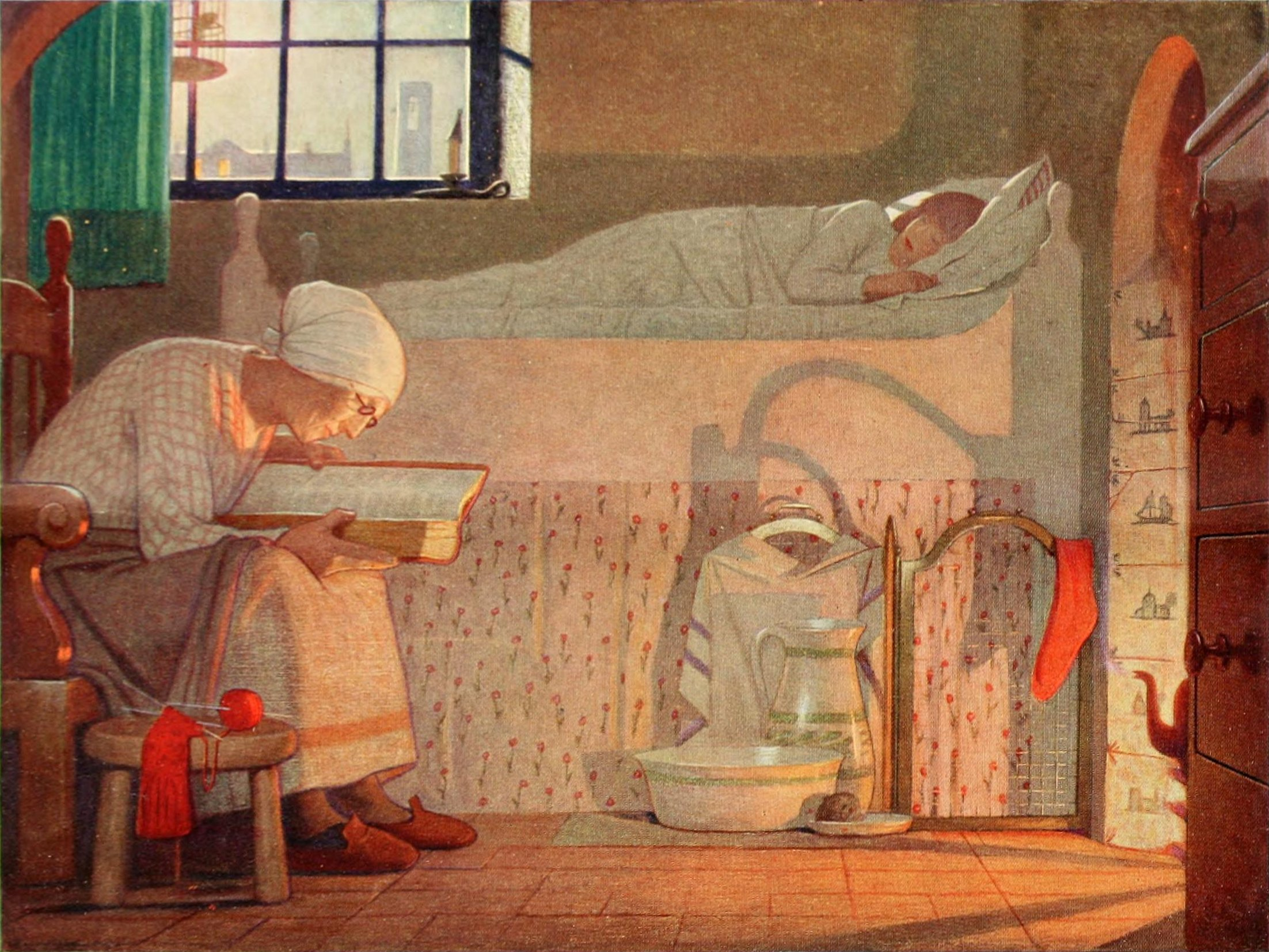
"The Word"
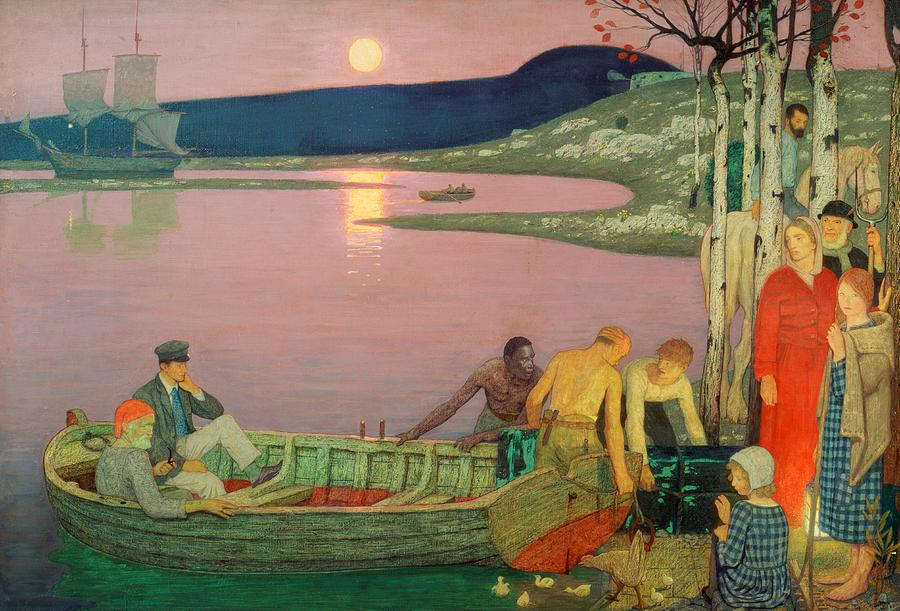
"The Call of the Sea" (c.1900)
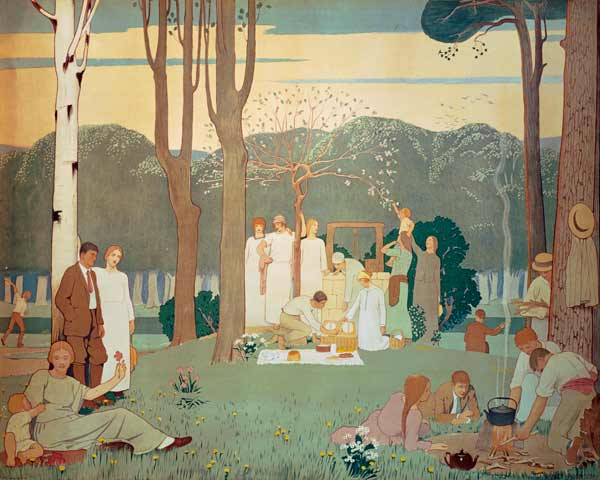
"The Picnic"(c.1900)
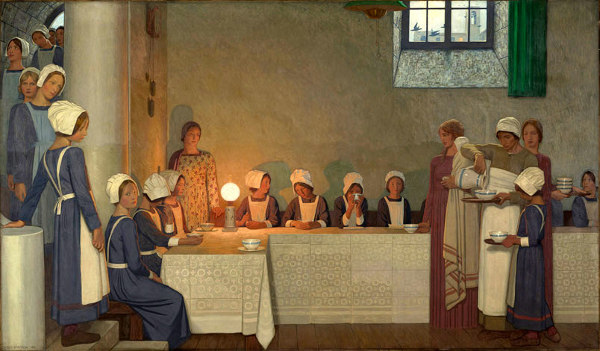
" Acts of Mercy: Orphans I " (1915)
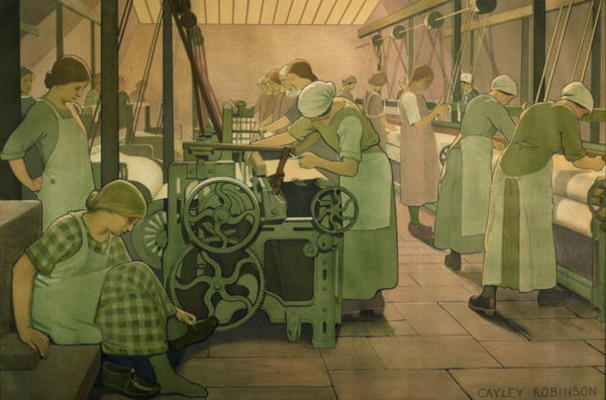
" British industries - cotton" (1923)
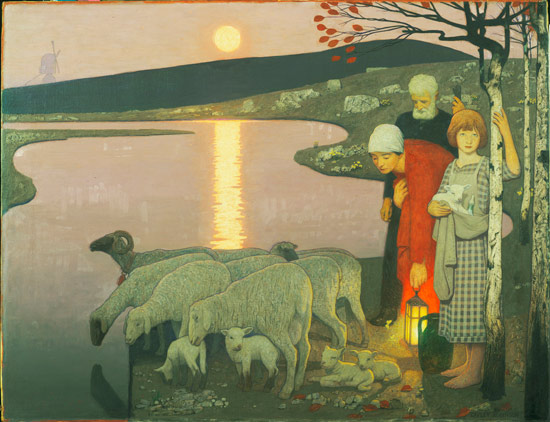
"Pastorale" (1922/1924)